# Scarecrow (álbum de John Mellencamp)
Scarecrow é um álbum de John Cougar Mellencamp, lançado em 1985.